# Charles Rampelberg
Charles Rampelberg, född 11 oktober 1909 i Tourcoing, död 18 mars 1982 i Perthes, Seine-et-Marne, var en fransk tävlingscyklist.
Rampelberg blev olympisk bronsmedaljör i tempolopp vid sommarspelen 1932 i Los Angeles.